# Troglohyphantes polyophthalmus
Troglohyphantes polyophthalmus este o specie de păianjeni din genul Troglohyphantes, familia Linyphiidae, descrisă de Joseph, 1881.
Este endemică în Slovenia. Conform Catalogue of Life specia Troglohyphantes polyophthalmus nu are subspecii cunoscute.